# 原田豊吉
原田 豊吉（はらだ とよきち、万延元年11月21日（1861年1月1日） - 明治27年（1894年）12月2日）は、日本の地質学者。

## 生涯
出生から修学期
万延元年11月21日（1861年1月1日）、兵学者・原田一道の長男として江戸小石川竹早町で生まれた。東京外国語学校でフランス語を学び、軍人であり欧州経験の豊富な父親とその知り合いであるドイツ人武器商人マイケル・ベアの勧めで、14歳にして1874年（明治7年）ドイツへ留学。
欧州修学期
独逸では、ハンブルク近郊シュターデの中高一貫教育校（ギムナジウム）で3年学んだのち、フライベルク鉱山学校を卒業。ハイデルベルク大学で地質学、ミュンヘン大学で古生物学を学んだ。ミュンヘンではカール・アルフレート・フォン・ツィッテルの教えを受けた。
ミュンヘン大学修了後は、ウィーンに出て、ウィーン地質調査所に勤務した。ベルリン大学で博士号を取得。
地質調査所時代
1883年に帰国。14歳から留学したため、帰国したときには日本語を忘れており通訳が必要であったというエピソードがある。農商務省御用掛権少書記官として地質調査所に奉職した。1884年、東京帝国大学理科大学の地質学教授を兼任し、初の日本人地質学教授となった。ハインリッヒ・エドムント・ナウマンが帰国した1885年以降は局に昇格した地質局の中心となり、1886年に地質局次長となった。
1888年に『日本地質構造論』を発表しナウマンの、フォッサマグナによる日本分断説に反対、原田・ナウマン論争を引き起こした。原田の主張では、日本列島は日本北弧（樺太山系）と日本南弧（支那山系）の二つからなり、両弧が衝突した接合部は関東付近にあって、フォッサマグナのような大地溝帯は存在しないとする。現代の知見では、ナウマンの主張が正しかったと考えられている。
肺結核のため1889年に東京帝国大学の職を辞職し、翌年地質局も休職。1891年4月、肺結核治療のためにツベルクリン研究で赴く親友の佐々木政吉と共にドイツに渡り、ロベルト・コッホの治療を受けた。療養を受けて小康状態を得たため、1892年に帰国。1894年に33歳で死去した。

## 栄典
- 1883年（明治16年）12月25日 - 正七位[5]
- 1894年（明治27年）4月16日 - 正六位[6]

## 研究内容・業績
お雇い外国人ナウマンによって端緒が開かれた日本の地質学、古生物学研究を引き継ぎ、その後の学術研究の基礎を築いた。
- 原田・ナウマン論争
- 鹿塩片麻岩の命名[7]

## 家族・親族
- 父：原田一道は兵学者。
- 妻：照子（1870-?[8])。ユダヤ系ドイツ人の武器商人ミヒャエル・ベア(Martin Michael Behr、1841-1904[9])と荒井ろくの娘だが、高田商会の高田慎蔵の養女として結婚[1]。
- 息子：原田熊雄は京都帝国大学法科を卒業後日本銀行に入り、イギリス留学。その後西園寺公望の秘書を務めた。豊吉が若死したため、祖父・一道の男爵を継承した。日本で初めての混血の華族と目されている[1]）。
- 娘：原田信子は有島生馬に嫁いだ。
- 弟：原田直次郎は洋画家[10]。